# UEFAヨーロッパリーグ 2019-20 決勝
UEFAヨーロッパリーグ 2019-20 決勝 (英語: UEFA Europa League 2019-20 Final)は、欧州サッカー連盟 (UEFA)により開催されるUEFAヨーロッパリーグ 2019-20の決勝戦であり、11回目のUEFAヨーロッパリーグの決勝戦である (UEFAカップ時代を含めると49回目)。試合は2020年8月21日金曜日にドイツ・ケルンのミュンゲルスドルファー・シュタディオンで、スペインのセビージャFCとイタリアのインテルの間で行われた。ヨーロッパでの新型コロナウイルス感染拡大により、無観客試合として開催された。
セビージャがインテルを3-2で下し4年ぶり6度目の優勝を果たし、UEFAチャンピオンズリーグ 2019-20王者と対戦する2020 UEFAスーパーカップの出場権を獲得した。また、UEFAチャンピオンズリーグ 2020-21の出場権も獲得したが、セビージャはすでに出場権を得ていたため、リーグ・アンで3位に入っていたスタッド・レンヌに与えられた。

## 試合会場

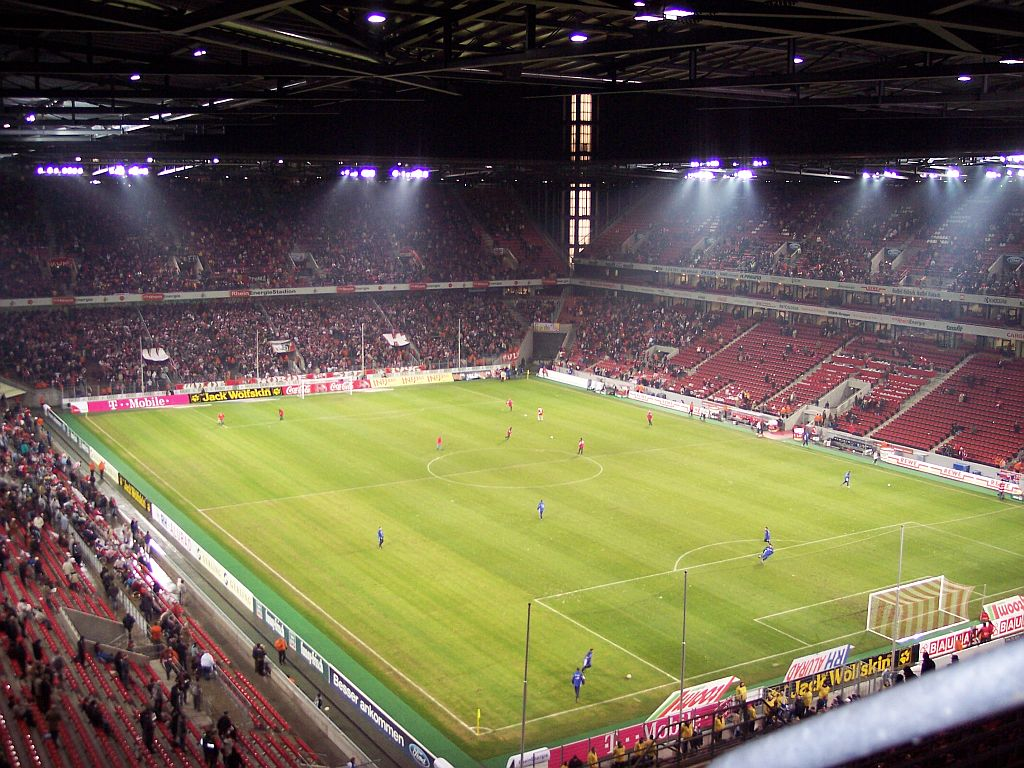
決勝戦が行われたミュンゲルスドルファー・シュタディオン

決勝戦は当初2020年5月27日にポーランド・グダニスクのスタディオン・エネルガ・グダニスクで開催される予定だった。しかし3月23日にUEFAはヨーロッパでの新型コロナウイルス感染拡大により決勝戦を延期すると発表。6月17日、準々決勝以降の試合をドイツでの集中開催・一発勝負の方式へと変更し、決勝戦はケルンのミュンゲルスドルファー・シュタディオンで開催されることになった。ミュンゲルスドルファー・シュタディオンでヨーロッパコンペティションの決勝戦が開催されるのはこれが初めて。
この会場は1923年に完成し、1948年から1.FCケルンのホームスタジアムとして使用されている。これまでUEFA欧州選手権1988、FIFAコンフェデレーションズカップ2005、2006 FIFAワールドカップなどが開催された。

## 決勝戦までの道のり
註: 以下のすべての結果は、決勝戦進出2クラブの得点を前に表示している。
| チーム         | 試 | 勝 | 分 | 敗 | 得 | 失 | 差  | 点 |
| -------------- | -- | -- | -- | -- | -- | -- | --- | -- |
| セビージャ     | 6  | 5  | 0  | 1  | 14 | 3  | +11 | 15 |
| APOEL          | 6  | 3  | 1  | 2  | 10 | 8  | +2  | 10 |
| カラバフ       | 6  | 1  | 2  | 3  | 8  | 11 | -3  | 5  |
| デュドランジュ | 6  | 1  | 1  | 4  | 8  | 18 | -10 | 4  |

| チーム             | 試 | 勝 | 分 | 敗 | 得 | 失 | 差 | 点 |
| ------------------ | -- | -- | -- | -- | -- | -- | -- | -- |
| バルセロナ         | 6  | 4  | 2  | 0  | 9  | 4  | +5 | 14 |
| ドルトムント       | 6  | 3  | 1  | 2  | 8  | 8  | 0  | 10 |
| インテル           | 6  | 2  | 1  | 3  | 10 | 9  | +1 | 7  |
| スラヴィア・プラハ | 6  | 0  | 2  | 4  | 4  | 10 | -6 | 2  |

### アンバサダー
当大会のアンバサダーは元ポーランド代表のアンジェイ・ブンツォルが務める。UEFAカップ1987-88ではバイエル・レバークーゼンの選手として優勝を経験している。

## 試合

### 審判団
2020年8月18日、UEFAはオランダのダニー・マッケリーを当試合の主審に任命した。マッケリーは2011年からFIFAの国際審判員を務めており、UEFAヨーロッパリーグ 2017-18 決勝の追加副審、UEFAチャンピオンズリーグ 2018-19 決勝のVARを担当した。副審はマリオ・ディクスとヘッセル・スティーグストラ、第4審判はアナスタシオス・シディロプロス、VARはヨヘム・カンフィス、VARアシスタントはケヴィン・ブロム、パウェル・ギル、パウェル・ソコルニキがそれぞれ担当する。

### 概要
| セビージャ                                 | 3 - 2    | インテル                          |
| ------------------------------------------ | -------- | --------------------------------- |
| デ・ヨング 12分, 33分 · ルカク 74分 (o.g.) | レポート | ルカク 5分 (pen.) · ゴディン 36分 |

| セビージャ | インテル |

| GK               | 13 | ヤシン・ブヌ             |      |      |
| RB               | 16 | ヘスス・ナバス           |      |      |
| CB               | 12 | ジュール・クンデ         |      |      |
| CB               | 20 | ジエゴ・カルロス         | 4分  | 86分 |
| LB               | 23 | セルヒオ・レギロン       |      |      |
| DM               | 25 | フェルナンド             |      |      |
| CM               | 24 | ジョアン・ジョルダン     |      |      |
| CM               | 10 | エベル・バネガ           | 45分 |      |
| RF               | 5  | ルーカス・オカンポス     |      | 71分 |
| CF               | 19 | ルーク・デ・ヨング       |      | 85分 |
| LF               | 41 | スソ                     |      | 77分 |
| サブメンバー     |    |                          |      |      |
| GK               | 1  | トマーシュ・ヴァツリーク |      |      |
| GK               | 31 | ハビ・ディアス           |      |      |
| DF               | 3  | セルジ・ゴメス           |      |      |
| DF               | 18 | セルヒオ・エスクデロ     |      |      |
| DF               | 36 | ジェナロ・ロドリゲス     |      |      |
| DF               | 40 | パブロ・ペレス           |      |      |
| MF               | 17 | ネマニャ・グデリ         |      | 86分 |
| MF               | 21 | オリベル・トーレス       |      |      |
| MF               | 22 | フランコ・バスケス       |      | 77分 |
| FW               | 11 | ムニル・エル・ハダディ   |      | 71分 |
| FW               | 28 | ホセ・ララ               |      |      |
| FW               | 51 | ユセフ・エン＝ネシリ     |      | 85分 |
| 監督:            |    |                          |      |      |
| フレン・ロペテギ |    |                          |      |      |

| GK                 | 1                  | サミール・ハンダノヴィッチ   |      |      |
| CB                 | 2                  | ディエゴ・ゴディン           |      | 90分 |
| CB                 | 6                  | ステファン・デ・フライ       |      |      |
| CB                 | 95                 | アレッサンドロ・バストーニ   | 55分 |      |
| RM                 | 33                 | ダニーロ・ダンブロージオ     |      | 78分 |
| CM                 | 23                 | ニコロ・バレッラ             | 41分 |      |
| CM                 | 77                 | マルセロ・ブロゾヴィッチ     |      |      |
| CM                 | 5                  | ロベルト・ガリアルディーニ   | 73分 | 78分 |
| LM                 | 15                 | アシュリー・ヤング           |      |      |
| CF                 | 9                  | ロメル・ルカク               |      |      |
| CF                 | 10                 | ラウタロ・マルティネス       |      | 78分 |
| Substitutes:       |                    |                              |      |      |
| GK                 | 27                 | ダニエレ・パデッリ           |      |      |
| DF                 | 13                 | アンドレア・ラノッキア       |      |      |
| DF                 | 31                 | ロレンツォ・ピロラ           |      |      |
| DF                 | 34                 | クリスティアーノ・ビラーギ   |      |      |
| DF                 | 37                 | ミラン・シュクリニアル       |      |      |
| MF                 | 11                 | ビクター・モーゼス           |      | 78分 |
| MF                 | 12                 | ステファノ・センシ           |      |      |
| MF                 | 20                 | ボルハ・バレロ               |      |      |
| MF                 | 24                 | クリスティアン・エリクセン   |      | 78分 |
| MF                 | 87                 | アントニオ・カンドレーヴァ   |      | 90分 |
| FW                 | 7                  | アレクシス・サンチェス       |      | 78分 |
| FW                 | 30                 | セバスティアーノ・エスポジト |      |      |
| 監督               |                    |                              |      |      |
| アントニオ・コンテ | アントニオ・コンテ | アントニオ・コンテ           | 18分 |      |

| UEFA選出マン・オブ・ザ・マッチ ルーク・デ・ヨング 副審 マリオ・ディクス ヘッセル・スティーグストラ 第4審判 アナスタシオス・シディロプロス VAR ヨヘム・カンフィス VARアシスタント ケヴィン・ブロム パウェル・ギル オフサイドVAR パウェル・ソコルニキ | 試合ルール - 試合時間は90分。 - 90分終了後同点の場合、30分の延長戦が行われる。 - 120分終了後同点の場合、PK戦で勝敗が決定される。 - 控えは12名まで。 - 最大5人まで交代可能。ただし延長戦に入った場合は追加で1人可能。 |

### 試合展開

#### 前半
開始3分、インテルが相手のCKからカウンターを発動すると、FWロメル・ルカクがセビージャDFジエゴ・カルロスを振り切ろうとしたところで倒されてPKを獲得する。これをルカク自ら決め、インテルが先制した。セビージャは、12分に右サイドからヘスス・ナバスのクロスにデ・ヨングがダイビングヘッドで合わせて同点に追いついた。
16分、インテルはエリア内でニコロ・バレッラがルカクへ浮き玉のスルーパスを通そうとするも、D・カルロスが阻止。この時ボールがD・カルロスの左手に当たっていたように見えたが笛は吹かれなかった。それに対してインテルは抗議を行い、その際にセビージャMFエベル・バネガの挑発に激怒したインテルのアントニオ・コンテ監督にイエローカードが出されたが、挑発の内容も含めて物議を醸している。
33分、バネガのFKを大外で待っていたデ・ヨングが頭で合わせて逆転した。しかし、インテルはその3分後にマルセロ・ブロゾヴィッチのFKにディエゴ・ゴディンが頭で合わせて同点に追いついた。前半は2-2で終了した。

#### 後半
51分、右サイドを突破したダニーロ・ダンブロージオのクロスをラウタロ・マルティネスが落とし、走り込んだロベルト・ガリアルディーニが右足で狙うが、D・カルロスのブロックに阻まれた。さらに65分、バレッラのスルーパスに抜け出したルカクがGKと1対1の決定機を迎えたが、セビージャGKヤシン・ブヌのセーブに阻まれた。
セビージャは71分、ルーカス・オカンポスが右足を痛めてムニル・エル・ハダディとの交代を余儀なくされる。それでも74分、右サイドでFKを得る。バネガのキックは跳ね返されたがエリア内にこぼれたボールをD・カルロスがバイシクルで狙うと、相手に当たってコースが変わりゴールインし、勝ち越した。
リードを許したインテルは78分にアレクシス・サンチェス、クリスティアン・エリクセン、ビクター・モーゼスを同時投入し攻勢に出る。82分にはアレッサンドロ・バストーニの左クロスをモーゼスが押し込みにいくが相手DF陣に阻まれ、こぼれ球をサンチェスが流し込もうとしたが、DFジュール・クンデにゴール手前でクリアされた。87分にはアントニオ・カンドレーヴァも投入したが、ネマニャ・グデリ、エン・ネシリを投入して守り切りに入ったセビージャを最後まで崩せず、試合終了。セビージャが3-2でインテルを破り、3年ぶり4度目のヨーロッパリーグ制覇を達成した。

### 統計
|                | セビージャ | インテル |
| -------------- | ---------- | -------- |
| 得点           | 2          | 2        |
| シュート       | 8          | 4        |
| 枠内シュート   | 5          | 2        |
| セーブ         | 0          | 3        |
| 支配率         | 57%        | 43%      |
| コーナーキック | 1          | 0        |
| ファウル       | 6          | 11       |
| オフサイド     | 0          | 1        |
| イエローカード | 2          | 2        |
| レッドカード   | 0          | 0        |

|                | セビージャ | インテル |
| -------------- | ---------- | -------- |
| 得点           | 1          | 0        |
| シュート       | 6          | 5        |
| 枠内シュート   | 0          | 2        |
| セーブ         | 2          | 0        |
| 支配率         | 38%        | 62%      |
| コーナーキック | 0          | 2        |
| ファウル       | 10         | 8        |
| オフサイド     | 0          | 1        |
| イエローカード | 0          | 2        |
| レッドカード   | 0          | 0        |

|                | セビージャ | インテル |
| -------------- | ---------- | -------- |
| 得点           | 3          | 2        |
| シュート       | 14         | 9        |
| 枠内シュート   | 5          | 4        |
| セーブ         | 2          | 3        |
| 支配率         | 47%        | 53%      |
| コーナーキック | 1          | 2        |
| ファウル       | 16         | 19       |
| オフサイド     | 0          | 2        |
| イエローカード | 2          | 4        |
| レッドカード   | 0          | 0        |